# Морозов, Алексей Николаевич
Алексей Николаевич Морозов (13 октября 1927, Рязань, Рязанская губерния, РСФСР, СССР — 7 июля 1997, Москва, СССР) — советский и российский библиотековед и библиотечный деятель, Заслуженный работник культуры РСФСР (1977).

## Биография
Родился 13 октября 1927 года в Рязани. В 1941 году в связи с началом ВОВ ушёл добровольцем на фронт, когда ему было всего лишь 13 лет и прошёл всю войну, был награждён рядом правительственных наград. В 1948 году поступил в МГБИ, который он окончил в 1953 году. После окончания МГБИ, заведовал библиотекой института машиностроения, затем был избран на должность директора Государственного центра научно-медицинской библиотеки. В 1963 году был избран на должность директора Всесоюзной патентно-технической библиотеки, данную должность он занимал вплоть до 1987 года, после чего ушёл на пенсию.
Скончался 7 июля 1997 года в Москве.

## Научные работы
Основные научные работы посвящены типологии патентных документов. Автор свыше 100 научных работ, часть из которых опубликовано за рубежом, 2 монографии, а также имеет патенты на изобретения.
- Уделял значительное внимание подготовке библиотечных кадров.